# Dong-A Motors
Dong-A – dawny południowokoreański producent samochodów terenowych z siedzibą w Pyeongtaek działający w latach 1977–1986.

## Historia
W 1977 roku na rynku motoryzacyjnym pojawiło się przedsiębiorstwo Dong-A, które wykorzystując doświadczenie Ha-Dong-Hwan, firmy produkującej od 1954 roku pojazdy użytkowe, zajęło się produkcją samochodów. W 1984 roku firma zakupła inne rodzime przedsiębiorstwo, Keohwa, przejmując prawa do produkcji modelu Korando i przemianowując go na własną markę.
W roku 1986 Dong-A Motors zostało zakupione przez SsangYong Motor Company, który wchłonął przedsiębiorstwo w swoje struktury i zdecydował się ponownie zmienić nazwę modelu Korando na SsangYong Korando.

## Modele samochodów

### Historyczne
- Korando (1984–1987)